# Золотые руки
«Золотые руки: История Бена Карсона» (англ. Gifted Hands: The Ben Carson Story) — телефильм режиссёра Томаса Картера, основанный на реальных событиях.

## Сюжет
Бен Карсон рос без отца среди бедности и предрассудков, у него были ужасные оценки и вспыльчивый характер. Но мать, побуждая его использовать возможности, которых у неё никогда не было, способствовала развитию его воображения, интеллекта и, что самое главное, веры в таланты, заложенные в него Богом.
Благодаря вере в Бога и детской мечте стать доктором, Бен становится лучшим в мире нейрохирургом. В то же время его жена (с которой он познакомился в Йельском университете) теряет двух близнецов на последних месяцах беременности. Через некоторое время Бен проводит первым в мире сложнейшую операцию по разъединению сросшихся головами сиамских близнецов так, чтобы оба близнеца выжили, и становится одним из лучших нейрохирургов, специализирующихся на операциях над самыми юными пациентами.